# Regent Street
Regent Street er en central handelsgade og gennemfartsvej i det centrale London. Den har navn efter prinsregenten, den senere George 4., og var en del af byplanen fra 1811 tegnet af John Nash. Gaden tilhører formelt kronen, men vedligeholdes af Londons myndigheder.
Den starter som Lower Regent Street i krydset med Charles II Street og Waterloo Place, går nordover til Piccadilly Circus. Selve Regent Street begynder fra Piccadilly Circus og går i en kvart cirkelbue til Oxford Circus. På oversiden af Oxford Circus begynder Upper Regent Street, som slutter ved krydset med Langham Place, Cavendish Place og Mortimer Street.
Gaden er kendt for en række store forretningskæders flagskibsbutikker som Hamleys legetøjsbutik, som indtil 1990'erne var verdens største, med seks etager. Tæt ved ligger Liberty's, et af de ældste varehuse i byen, Austin Reed, Apple Store, Jaeger og Superdry.
Aquascutums første butik lå ligeledes på Regent street.
London Underground har en station i hver ende af Regent Street: Oxford Circus (Bakerloo line, Central line og Victoria line) og Piccadilly Circus (Piccadilly line og Bakerloo line).